# УКП (космічна платформа)
Універсальна космічна платформа (УКП), також відома під назвою Вікторія, є гнучкою супутниковою платформою, яку розробила і виробляє російська комерційна організація РКК «Енергія». Вона названа універсальною, оскільки призначена для роботи у межах від низької навколоземної орбіти до геостаціонарної орбіти. Ця платформа стабілізована у трьох осях для утримання станції за допомогою електричного ракетного двигуна, а також як опція пропонується хімічний заряд. Платформа може забезпечити до 3000 Вт потужності та вміст корисного навантаження до 1000 кг для низької навколоземної орбіти й до 300 кг для геостаціонарної орбіти.
Платформа розроблена для прямого орбітального виведення, і таким чином не має механізму підняття орбіти. Однак, вона підтримує подвійний запуск на Протоні-М, що може забезпечити дешевий старт, або використовувати менші засоби як Союз-2.1b/Фрегат-M або навіть ракету-носій Дніпро для запуску на низьку навколоземну орбіту.

## Список супутників з УКП платформою
Хоча платформа не є найуспішнішою супутниковою платформою, УКП характеризується своєю комерційною складовою і значною орбітальною гнучкістю.
| Супутник    | Термін | Запуск     | Пускова система      | Місце запуску            | Орбіта призначення | Результат | Вага    | Статус                    | Зауваження                                     |
| ----------- | ------ | ---------- | -------------------- | ------------------------ | ------------------ | --------- | ------- | ------------------------- | ---------------------------------------------- |
| Ямал 101    | -      | 1999-09-06 | Протон-К/Блок ДМ-2М  | Байконур ст майд. 81/23  | GEO                | Успішно   | 1360 кг | Відмова при відокремленні | Подвійний старт із Ямал 102. Невдалий запуск   |
| Ямал 102    | -      | 1999-09-06 | Протон-К/Блок ДМ-2М  | Байконур ст майд. 81/83  | GEO                | Успішно   | 1360 кг | Відмовив 9 серпня 2010    | Подвійний старт із Ямал 101.                   |
| Ямал 201    | 2001   | 2003-11-24 | Протон-К/Блок ДМ-2М  | Байконур ст майд. 81     | GEO                | Успішно   | 1360 кг | Відмовив 5 Червня 2014    | Подвійний старт із Ямал 202. Відмова на орбіті |
| Ямал 202    | 2001   | 2003-11-24 | Протон-К/Блок ДМ-2М  | Байконур ст майд. 81/23  | GEO                | Успішно   | 1320 кг | Функціонує                | Подвійний старт із Ямал 201                    |
| БелКА 1     | 2003   | 2006-07-26 | Дніпро               | Байконур ст майд. 109/95 | SSO                | Невдалий  | 750 кг  | Невдалий запуск           | [ 22 ] [ 23 ] [ 24 ]                           |
| Тундра L11  | 2007   | 2015-11-17 | Союз-2.1b/Фрегат-М   | Плесецьк ст майд. 43/4   | HEO                | Успішно   | -       | Функціонує                | [ 25 ] [ 26 ]                                  |
| Тундра L12  | 2007   | 2017-05-25 | Союз-2.1b/Фрегат-М   | Плесецьк ст майд. 43/4   | HEO                | Успішний  | -       | Функціонує                | [ 25 ] [ 27 ]                                  |
| АнгоСат 1   |        | 2017       | Ангара A5/Blok DM-03 | Плесецьк ст майд. 35/1   | GEO                | 2017      | 1550 кг | Запланований              | [ 28 ] [ 6 ] [ 29 ]                            |
| Тундра L13  | 2007   | 2018       | Союз-2.1b/Фрегат-М   | Плесецьк ст майд. 43/4   | HEO                | 2018      | -       | Запланований              | [ 25 ] [ 27 ]                                  |
| Energia-100 |        | 2018       | Союз-2.1b/Фрегат-М   | Восточний ст майд. 1S    | GEO                | 2018      | -       | Запланований              | [ 30 ] [ 6 ]                                   |
| Тундра L14  | 2007   | 2019       | Союз-2.1b/Фрегат-М   | Плесецьк ст майд. 43/4   | HEO                | 2019      | -       | Запланований              | [ 25 ] [ 27 ]                                  |
| Тундра L15  | 2007   | 2020       | Союз-2.1b/Фрегат-М   | Плесецьк ст майд. 43/4   | HEO                | 2020      | -       | Запланований              | [ 25 ] [ 27 ]                                  |
| Ямал 203    | 2001   | Скасовано  | Протон-К/Фрегат-М    | Байконур                 | GEO                | Скасовано | 1360 кг | Скасовано                 | [ 6 ] [ 12 ] [ 8 ] [ 16 ] [ 17 ]               |
| Ямал 204    | 2001   | Скасовано  | Протон-К/Фрегат-М    | Байконур                 | GEO                | Скасовано | 1320 кг | Скасовано                 | [ 6 ] [ 19 ] [ 8 ] [ 16 ] [ 17 ]               |
| Ямал 301    | 2003   | Скасовано  | Протон-М/Блок ДМ-03  | Байконур                 | GEO                | Скасовано | 1330 кг | Скасовано                 | [ 6 ] [ 31 ] [ 8 ] [ 32 ]                      |
| Ямал 302    | 2003   | Скасовано  | Протон-М/Блок ДМ-03  | Байконур                 | GEO                | Скасовано | 1330 кг | Скасовано                 | [ 6 ] [ 33 ] [ 8 ] [ 32 ]                      |